# Films américains sortis en 1922
Listes de films américains
- 1918
- 1919
- 1920
- 1921
- 1922
- 1923
- 1924
- 1925
- 1926

Liste (non exhaustive) de films américains sortis en 1922.

## A-Z (par ordre alphabétique des titres en anglais)
| Titre                             | Réalisateur                    | Distribution                                                        | Genre                  | Notes                                  |
| --------------------------------- | ------------------------------ | ------------------------------------------------------------------- | ---------------------- | -------------------------------------- |
| The Adventures of Robinson Crusoe | Robert F. Hill                 | Harry Myers, Noble Johnson                                          | Film d'aventure        | Serial à présent perdu                 |
| The Bearcat                       | Edward Sedgwick                | Hoot Gibson                                                         | Western                |                                        |
| Beyond the Rocks                  | Sam Wood                       | Gloria Swanson, Rudolph Valentino                                   | Drame                  |                                        |
| The Blacksmith                    | Buster Keaton                  | Buster Keaton                                                       | Comédie                |                                        |
| A Blind Bargain                   | Wallace Worsley                | Lon Chaney, Raymond McKee                                           | Film d'horreur         |                                        |
| Blood and Sand                    | Fred Niblo                     | Rudolph Valentino, Nita Naldi, Lila Lee                             | Drame                  |                                        |
| Broadway Rose                     | Robert Z. Leonard              | Mae Murray, Monte Blue                                              | Drame romanesque       |                                        |
| Clarence                          | William C. deMille             | Wallace Reid, Agnes Ayres                                           | Comédie dramatique     |                                        |
| Conquering the Woman              | King Vidor                     | Florence Vidor                                                      | Drame                  |                                        |
| Cops                              | Edward F. Cline, Buster Keaton | Buster Keaton                                                       | Comédie                |                                        |
| Daydreams                         | Buster Keaton                  | Buster Keaton                                                       | Comédie                |                                        |
| Dr. Jack                          | Fred C. Newmeyer               | Harold Lloyd                                                        | Comédie                |                                        |
| Dusk to Dawn                      | King Vidor                     | Florence Vidor                                                      | Drame                  |                                        |
| The Electric House                | Buster Keaton                  | Buster Keaton                                                       | Comédie                |                                        |
| Fair Lady                         | Kenneth Webb                   | Betty Blythe, Thurston Hall                                         | Drame                  |                                        |
| Cœur de père (Flesh and Blood)    | Irving Cummings                | Lon Chaney, Edith Roberts                                           |                        |                                        |
| Foolish Wives                     | Erich von Stroheim             | Erich von Stroheim                                                  | Drame                  | Film le plus cher réalisé jusqu'alors. |
| The Frozen North                  | Buster Keaton                  | Buster Keaton                                                       |                        |                                        |
| The Galloping Kid                 | Nat Ross                       | Hoot Gibson                                                         | Western                |                                        |
| The Ghost Breaker                 | Alfred E. Green                | Wallace Reid, Lila Lee                                              | Comédie                |                                        |
| Grandma's Boy                     | Fred C. Newmeyer               | Harold Lloyd, Mildred Davis                                         | Comédie                |                                        |
| Headin' West (en)                 | William James Craft            | Hoot Gibson                                                         | Western                |                                        |
| The Loaded Door                   | Harry A. Pollard               | Hoot Gibson                                                         | Western                |                                        |
| The Lone Hand                     | B. Reeves Eason                | Hoot Gibson, Marjorie Daw                                           | Western                |                                        |
| Lorna Doone                       | Maurice Tourneur               | Madge Bellamy, John Bowers                                          | Drame historique       |                                        |
| Manslaughter                      | Cecil B. DeMille               | Leatrice Joy, Thomas Meighan                                        | Drame                  |                                        |
| Moran of the Lady Letty           | George Melford                 | Dorothy Dalton, Charles Brinley                                     | Aventure               |                                        |
| More to Be Pitied Than Scorned    | Edward LeSaint                 | J. Frank Glendon, Rosemary Theby, Philo McCullough, Gordon Griffith |                        |                                        |
| Mud and Sand                      | Gilbert Pratt                  | Stan Laurel                                                         | Comédie                |                                        |
| My Wife's Relations               | Buster Keaton                  | Buster Keaton                                                       |                        |                                        |
| Nanook of the North               | Robert J. Flaherty             | Allakariallak, Nyla Cunayou                                         | Documentary            | Film documentaire sur les Inuits       |
| Nice People                       | William C. deMille             | Wallace Reid, Bebe Daniels                                          | Drame                  |                                        |
| Oliver Twist                      | Frank Lloyd                    | Jackie Coogan                                                       | Drame                  |                                        |
| One Exciting Night                | D. W. Griffith                 | Carol Dempster, Henry Hull                                          |                        |                                        |
| The Paleface                      | Edward F. Cline, Buster Keaton | Buster Keaton                                                       | Comédie, western       |                                        |
| Pay Day                           | Charlie Chaplin                | Charlie Chaplin, Phyllis Allen, Mack Swain                          | Comédie                |                                        |
| Peg o' My Heart                   | King Vidor                     | Laurette Taylor, Mahlon Hamilton                                    | Drame                  |                                        |
| The Primitive Lover               | Sidney Franklin                | Constance Talmadge, Harrison Ford                                   | Drame                  |                                        |
| Prisoners of love                 | Arthur Rosson                  | Betty Compson, Claire McDowell, Emory Johnson                       | Mélodrame              |                                        |
| The Prisoner of Zenda             | Rex Ingram                     | Lewis Stone                                                         | Film de cape et d'épée |                                        |
| Émancipée (Real Adventure)        | King Vidor                     | Florence Vidor                                                      | Drame                  |                                        |
| Rent Free                         | Howard Higgin                  | Wallace Reid, Lila Lee                                              | Comédie                |                                        |
| Ridin' Wild                       | Nat Ross                       | Hoot Gibson                                                         | Western                |                                        |
| Robin Hood                        | Allan Dwan                     | Douglas Fairbanks                                                   | Film de cape et d'épée |                                        |
| Saturday Night                    |                                | Leatrice Joy, Conrad Nagel                                          |                        |                                        |
| Shadows                           | Tom Forman                     | Lon Chaney, Marguerite De La Motte                                  | Mélodrame              |                                        |
| Sherlock Holmes                   | Albert Parker                  | John Barrymore, Roland Young                                        | Détective              |                                        |
| Smilin' Through                   |                                | Norma Talmadge, Wyndham Standing et Harrison Ford                   | Drame romantique       |                                        |
| Special Delivery (en)             | Fatty Arbuckle                 | Fatty Arbuckle                                                      | Comédie                |                                        |
| Step on It!                       | Jack Conway                    | Hoot Gibson                                                         | Western                |                                        |
| Tess of the Storm Country         | John S. Robertson              | Mary Pickford                                                       |                        |                                        |
| The Timber Queen                  | Fred Jackman                   | Ruth Roland, Bruce Gordon                                           | Action                 | Serial                                 |
| The Toll of the Sea               | Chester M. Franklin            | Anna May Wong, Kenneth Harlan                                       |                        |                                        |
| Trimmed                           | Harry A. Pollard               | Hoot Gibson                                                         | Western                |                                        |
| What's Wrong with the Women?      | Roy William Neill              | Wilton Lackaye, Constance Bennett                                   | Drame                  |                                        |
| When Knighthood Was in Flower     | Robert G. Vignola              | Marion Davies, Forrest Stanley                                      | Film d'amour           | Basé sur un roman                      |
| White Eagle                       | Fred Jackman                   | Ruth Roland                                                         | Western                | Serial                                 |
| Wildness of Youth                 | Ivan Abramson                  | Virginia Pearson, Harry T. Morey                                    | Drame                  |                                        |
| The Young Rajah                   | Phil Rosen                     | Rudolph Valentino, Fanny Midgley                                    | Aventure               |                                        |